# (37832) 1998 BA38
1998 بي أي 38 (ويعرف أيضًا باسم (37832) 1998 بي أي 38 وفق تسمية الكوكب الصغير) (بالإنجليزية: 1998 BA38)‏؛ هو كويكب ضمن حزام الكويكبات.
اكتُشف هذا الجُرم الفلكي بواسطة سبيس واتش في 29 يناير 1998، وترتيبه 37832 من حيث الاكتشاف.

## الوصف
اكتُشف 378321998BA في 29 يناير 1998 في مرصد قمة كت الوطني، الواقع في صحراء سونورا، أريزونا في الولايات المتحدة، بواسطة مشروع سبايس واتش (مشاهد السماء) التابع لجامعة أريزونا. وقد رصد المشروع 2,158 مشاهدة للكويكب إلى غاية 5 فبراير 2022 بتوقيت منطقة المحيط الهادئ، أي في مدة قدرها 8,801 يومًا (24.1 عام). تستغرق الفترة المدارية للكويكب 1,270 يومًا (3.5 عام).

## الخصائص المدارية
يتميز مدار هذا الكويكب بنصف محور رئيسي يبلغ 2.3 وحدة فلكية، وحضيض قدره 2.09 وحدة فلكية، وانحراف قدره 0.0902 وزاوية ميلان 7.91 درجة بالنسبة لمسار الشمس. بسبب هذه الخصائص، أي نصف المحور الرئيسي بين 2 و3.2 وحدة فلكية وحضيض أكبر من 1,666 وحدة فلكية، يُصنف هذا الجُرم الفلكي وفقًا لقاعدة بيانات مختبر الدفع النفاث لأجرام النظام الشمسي الصغيرة كائنًا من حزام الكويكبات الرئيسي.

## وصلات خارجية
- (37832) 1998 BA38 في قاعدة بيانات مختبر الدفع النفاث لأجرام النظام الشمسي الصغيرة

- الاكتشاف · مخطط المدار ·  العناصر المدارية · المعلمات المادية

- (37832) 1998 BA38 على موقع ويكي سكاي: DSS2, SDSS, GALEX, IRAS, Hydrogen α, X-Ray, Astrophoto, Sky Map, Articles and images